# Ramón Zueco de San Joaquín
Ramón Zueco de San Joaquín (Tarazona, 1828-Cagayán de Oro, 1889) fue un misionero, traductor y escritor español, destinado en las islas Filipinas.

## Biografía
Nació en Tarazona el 31 de agosto de 1828, y profesó en el convento de Monte Agudo el 31 de septiembre de 1846. Enseñó Filosofía hasta ser destinado a las misiones de Filipinas, adonde llegó en 1856. Administró en Pollok de Mindanao, de donde marchó para estudiar el tagalo. Siendo párroco de Carmona, en la provincia de Cavite, fue nombrado secretario de provincia, y desempeñó simultáneamente el cargo de predicador general interino en Tagbilarán. Administró hasta su muerte el pueblo de Cagayán de Misamís, en Mindanao. Zueco, que participó en la expedición a Joló a mediados de la década de 1870, falleció el 12 de febrero de 1889 en Cagayán de Misamis.
Entre sus publicaciones se encontraron títulos como Método del Dr. Ollendorf para aprender á leer, hablar y escribir un idioma cualquiera, adaptado al Vizaya, por el M. R. P. Lector Fr. Ramón Zueco de San Joaquín, Agustino Recoleto, Vicario Provincial y foráneo del segundo distrito de Mindanao (Misamis) y Cura Párroco de Cagayán de Oro (1871, 1884), Gramática visaya-española (1878) y Sermones dogmático-morales. Tradujo varios libros al bisaya.